# Ommata bistriaticollis
Ommata bistriaticollis là một loài bọ cánh cứng trong họ Cerambycidae.